# Yoni

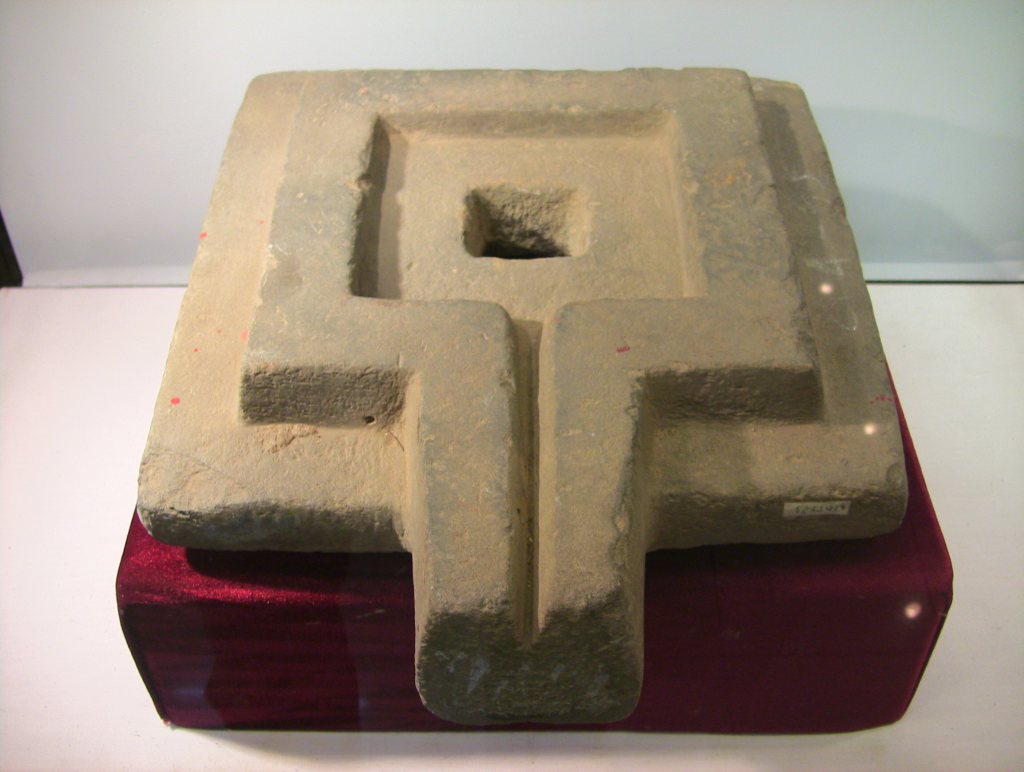
Una pedra yoni al santuari de Cát Tiên, Lâm Đồng, Vietnam

Yoni (sànscrit: योनि, yoni, literalment, 'la vagina' o 'ventre') és el símbol de la Dea Shakti o Devi, la hindú Divina Mare. Dins del shaivisme, la secta dedicada al Déu Shiva, yoni simbolitza la seva consort. La contrapart masculina del yoni és el linga de Shiva. La seva unió representa el procés etern de creació i regeneració. Des de finals del segle xix, alguns han interpretat el yoni i el lingam com representacions anicòniques de la vulva i un fal·lus, respectivament.